# Alfons Rebane
Alfons Vilhelm Robert Rebane (Valga, 1908. június 24. – Augsburg, 1976. március 8.) észt katonatiszt, ezredes, a második világháborúban.Waffen-SS soraiban harcolt.